# Incydent w Mechelen

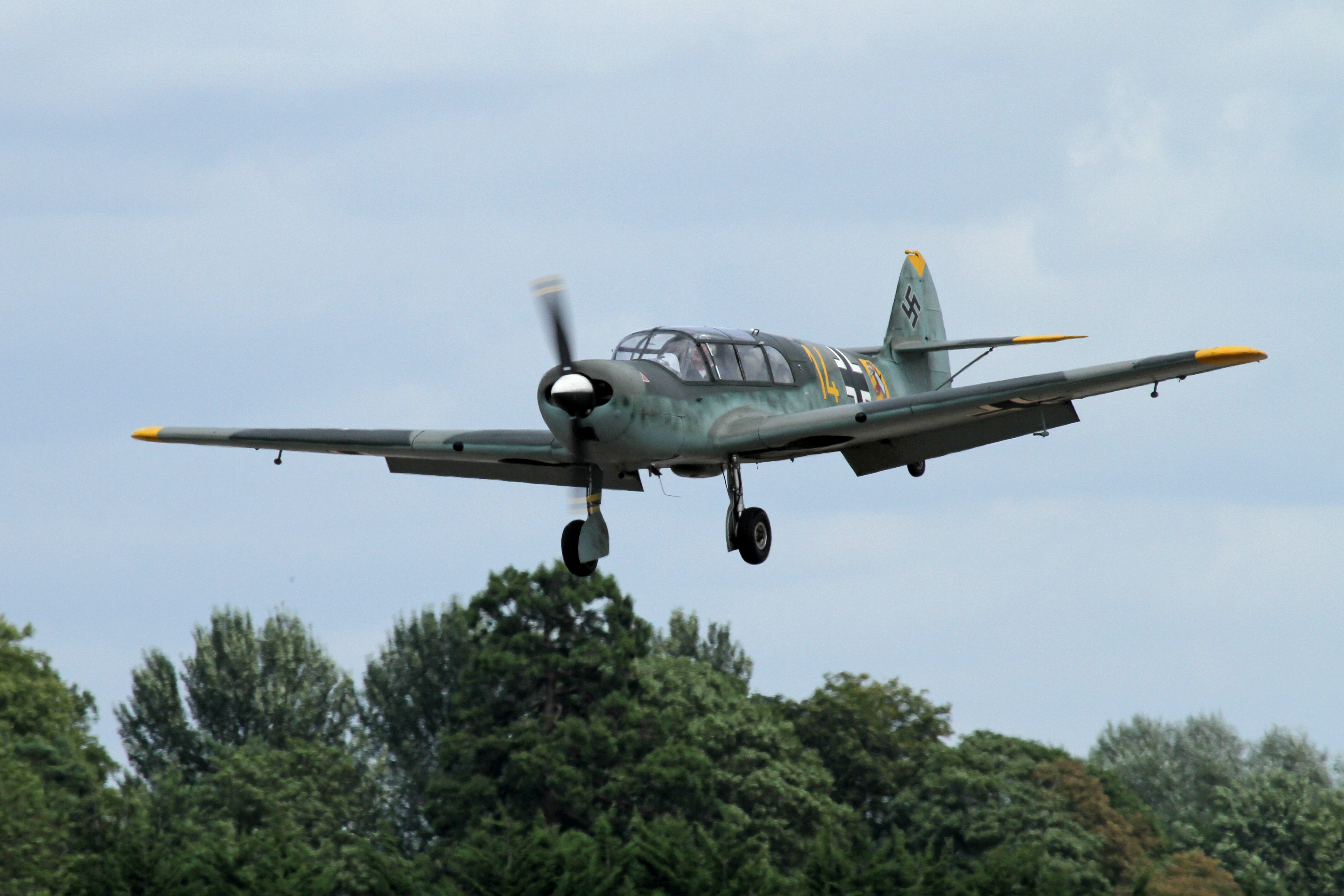
Messerschmitt Bf 108, typ samolotu, którym latał Erich Hoenmanns

Incydent w Mechelen, znany również jako afera Mechelen, miał miejsce 10 stycznia 1940 r. w Belgii podczas dziwnej wojny. Niemiecki samolot z oficerem na pokładzie, który przewoził plany Fall Gelb, niemieckiego ataku na Niderlandy, wylądował awaryjnie w neutralnej Belgii w pobliżu Vucht, we współczesnej gminie Maasmechelen w prowincji Limburgia. Spowodowało to natychmiastowy kryzys w Niderlandach i pośród władz francuskich oraz brytyjskich, które Belgowie powiadomili o swoim odkryciu; Jednak kryzys ustąpił stosunkowo szybko, gdy daty wymienione w planach minęły bez żadnych incydentów. Argumentowano, że incydent doprowadził do poważnej zmiany w niemieckim planie ataku, ale ta hipoteza również została zakwestionowana.

## Katastrofa
Incydent został spowodowany przez błąd niemieckiego lotnika majora Ericha Hoenmannsa, pięćdziesięciodwuletniego dowódcy bazy lotniska Loddenheide, niedaleko Münster. Rankiem 10 stycznia leciał na Messerschmitcie Bf 108 Taifun, samolocie używanym do zwiadu, łączności i innych różnych zadań, z Loddenheide do Kolonii, kiedy zgubił drogę; silna mgła zasłaniała mu widok. W odpowiedzi zmienił kurs na zachód, mając nadzieję na odzyskanie orientacji, docierając do Renu. Jednak przekroczywszy już zamarznięty i nierozróżnialny Ren w chwili zmiany kierunku, opuścił terytorium Niemiec lecąc aż do rzeki Mozy, granicy obszarze między Belgią i Holandią, i ostatecznie okrążając Vucht.
W tym momencie wydaje się, że Hoenmanns przez pomyłkę odciął dopływ paliwa do silnika samolotu, przesuwając dźwignię wewnątrz kokpitu. Silnik zachrypiał, po czym zatrzymał się, a Hoenmanns został zmuszony do lądowania na pobliskim polu około godziny 11:30. Samolot został poważnie uszkodzony, uderzył w dwie kanadyjskie topole, oba skrzydła zostały oderwane; ciężki silnik oderwał przednią część. Samolot został uszkodzony i nie nadawał się do naprawienia, ale Hoenmanns przetrwał bez szwanku.

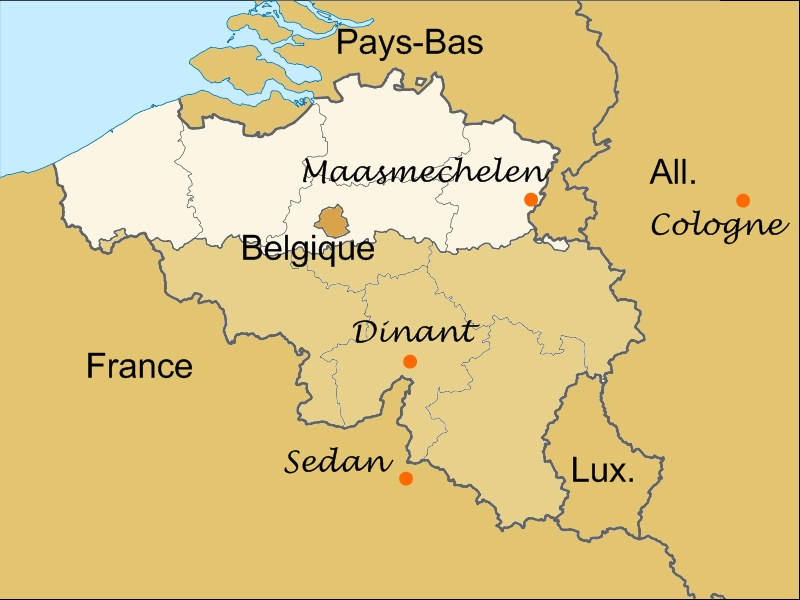
Lokalizacja miejsca katastrofy

Gdyby Hoenmanns był sam w samolocie, prawdopodobnie nie wydarzyłoby się nic ważnego, poza jego internowaniem w celu lądowania bez pozwolenia w neutralnym kraju. Jednakże miał pasażera, niejakiego majora Helmutha Reinbergera, który był odpowiedzialny za zorganizowanie zaopatrzenia 7. Dywizji Flieger, formacji, która miała wysłać spadochroniarzy za belgijskimi liniami pod Namur w dniu nadchodzącego ataku. Reinberger jechał do Kolonii na spotkanie z pracownikami. Poprzedniego wieczoru, przy drinku w mesie, Hoenmanns zaproponował, że go tam zawiezie. Zwykle Reinberger musiałby odbyć żmudną podróż pociągiem, ale Hoenmanns i tak potrzebował dodatkowych godzin lotu i chciał zabrać pranie do żony w Kolonii. Hoenmanns nie zdawał sobie sprawy, że Reinberger będzie miał przy sobie dokumenty związane z niemieckim planem ataku na Holandię i Belgię, do którego Hitler w dniu lotu zarządził tydzień później, 17 stycznia. 
Dopiero po wylądowaniu Hoenmanns zdał sobie sprawę, że Reinberger ma przy sobie tajne dokumenty, kiedy poprosili parobka, Engelberta Lambrichtsa, aby powiedział im, gdzie są. Okazało się, że nieświadomie przekroczyli terytorium Holandii i wylądowali w Belgii. Słysząc to, Reinberger spanikował i rzucił się z powrotem do samolotu, aby zabrać swoją "żółtą teczkę" ze świńskiej skóry, krzycząc, że ma tajne dokumenty, które musi natychmiast zniszczyć. Aby mu na to pozwolić, Hoenmanns w ramach dywersji oddalił się od samolotu. Reinberger najpierw próbował podpalić dokumenty zapalniczką, ale nie udało mu się to; następnie pobiegł do parobka, który dał mu zapałkę. Reinberger schował się za zaroślami i ułożył papiery na ziemi, aby je spalić. Wkrótce jednak przyjechało na rowerach dwóch belgijskich strażników granicznych, sierżant Frans Habets i kapral Gerard Rubens. Widząc dym wydobywający się z krzaków, Rubens rzucił się, by uchronić dokumenty przed całkowitym zniszczeniem. Reinberger początkowo uciekł, ale po dwóch strzałach ostrzegawczych dał się złapać.

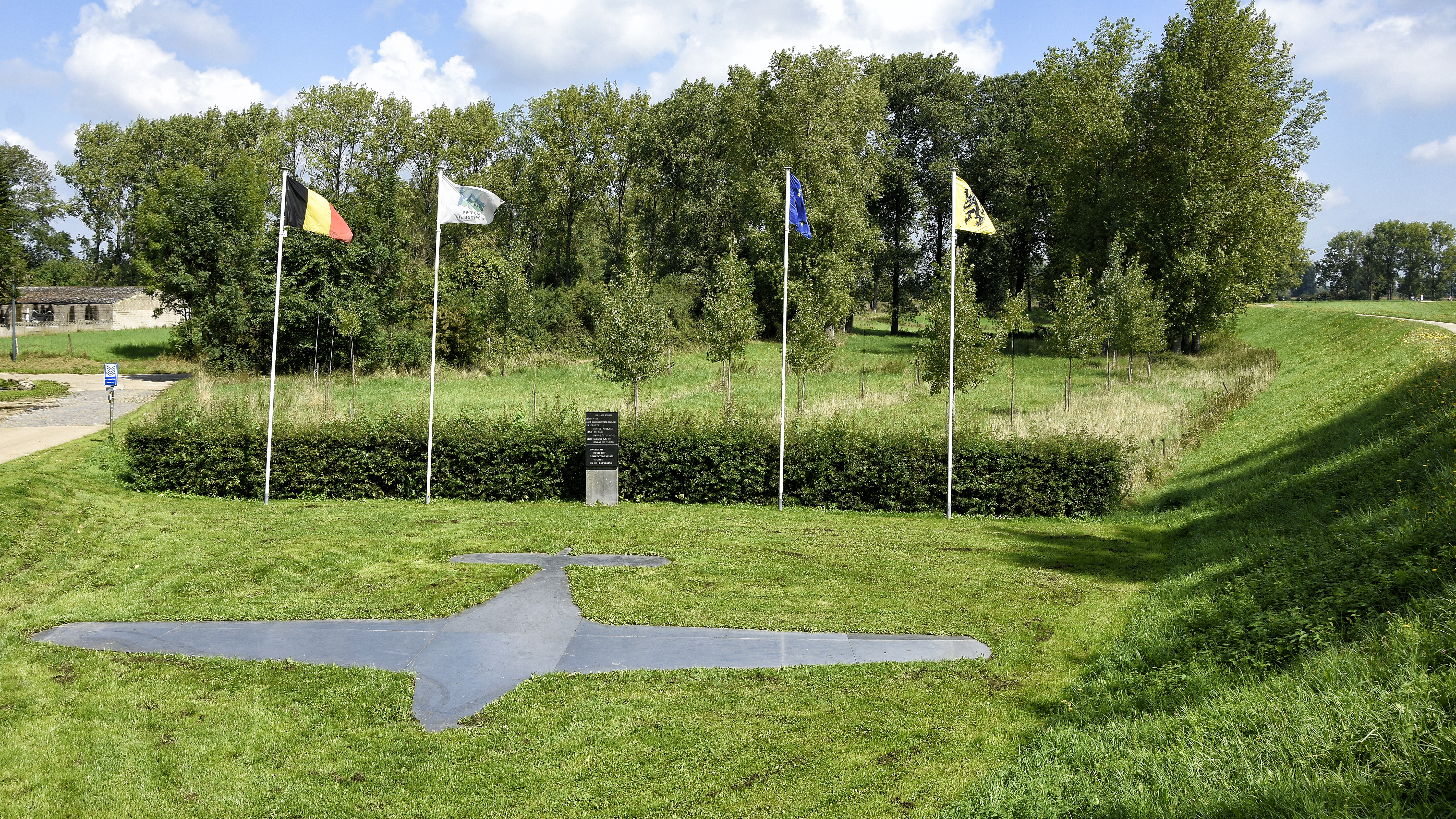
Dziś katastrofę upamiętnia pomnik

Obaj Niemcy zostali przewiezieni do belgijskiej straży granicznej w pobliżu Mechelen-aan-de-Maas (po francusku: Malines-sur-Meuse). Tam zostali przesłuchani przez kapitana Arthura Rodrique, który położył zwęglone dokumenty na stole. W ramach dywersji Hoenmanns ponownie poprosił belgijskich żołnierzy, aby pozwolili mu skorzystać z toalety; Reinberger następnie próbował wepchnąć papiery do pobliskiego płonącego pieca. Udało mu się, ale wrzasnął z bólu, podnosząc niezwykle gorącą pokrywę pieca. Zaskoczony Rodrique odwrócił się i wyrwał papiery z ognia, mocno parząc przy tym rękę. Dokumenty były teraz zamknięte w oddzielnym pomieszczeniu. Niepowodzenie ich spalenia uświadomiło Reinbergerowi, że na pewno zostanie zastrzelony, bo pozwolił, by plan ataku wpadł w ręce wroga. Postanowił popełnić samobójstwo i próbował złapać rewolwer Rodrique. Kiedy rozwścieczony kapitan go powalił, Reinberger wybuchnął płaczem, krzycząc „Chciałem twój rewolwer, żeby się zabić!”. Hoenmanns poparł Reinbergera mówiąc: „Nie możesz go winić. Jest zwykłym oficerem. Jest teraz skończony."
Dwie godziny później przybyli oficerowie z belgijskiego wywiadu, późnym popołudniem przekazując dokumenty przełożonym.

## Pierwsza reakcja niemiecka
Późnym wieczorem 10 stycznia wiadomość o incydencie dotarła do Berlina z doniesień prasowych o rozbiciu się niemieckiego samolotu. W Oberkommando der Wehrmacht, naczelnym dowództwie niemieckich sił zbrojnych, wywołało to ogólną konsternację, ponieważ wkrótce wywnioskowano, że Reinberger musiał mieć przy sobie dokumenty ujawniające fragmenty planu ataku. 11 stycznia rozwścieczony Hitler zwolnił zarówno dowódcę Luftflotte 2, generała Hellmutha Felmy'ego, jak i szefa sztabu Felmy'ego, pułkownika Josefa Kammhubera. Mimo to zdecydowano się kontynuować atak zgodnie z pierwotnym planem, podczas gdy attaché Luftwaffe w Hadze, generał broni Ralph Wenninger i attaché wojskowy w Brukseli, pułkownik Friedrich-Carl Rabe von Pappenheim, zbadali, czy plan został ujawniony, czy nie. 12 stycznia, w dniu pierwszego spotkania attaché z Reinbergerem i Hoenmannsem, generał Alfred Jodl, szef operacji Wehrmachtu (sił zbrojnych), przedstawił Hitlerowi niepokojącą ocenę tego, czego Belgowie mogliby się z tego nauczyć. Notatka w dzienniku Jodla z 12 stycznia podsumowała to, co powiedział Hitlerowi: „Jeśli wróg jest w posiadaniu wszystkich akt, sytuacja jest katastrofalna!” Jednak początkowo Niemcy zapewnili Belgom przewagę.

## Oszustwo
Belgowie postanowili oszukać Reinbergera, aby uwierzył, że dokumenty zostały zniszczone i dać mu możliwość przekazania tych informacji władzom niemieckim. Oszustwo miało dwie części: w pierwszej belgijscy śledczy zapytali Reinbergera, co jest w planach, i powiedzieli mu, że zostanie potraktowany jak szpieg, jeśli im nie powie. Później Reinberger zeznał, mówiąc: „Ze sposobu, w jaki zadano to pytanie, zdałem sobie sprawę, że on [przesłuchujący] nie mógł nic zrozumieć z fragmentów dokumentów, które widział.”  Druga część planu polegała na tym, aby pozwolić Reinbergerowi i Hoenmannsowi spotykać się z attache niemieckich lotnictwa i armii, Wenningerem i Rabe von Pappenheim, podczas gdy ich rozmowy były potajemnie nagrywane. Podczas tego spotkania Reinberger poinformował Wenningera, że udało mu się spalić dokumenty na tyle, że stały się nieczytelne. Ten akt oszustwa był dość skuteczny, przynajmniej na krótką metę. Po spotkaniu na komisariacie Vicco von Bülow-Schwante, ambasador Niemiec w Belgii, przesłał telegraficznie swoim przełożonym: „Major Reinberger potwierdził, że spalił dokumenty, z wyjątkiem niektórych kawałków wielkości dłoni. Reinberger potwierdza, że większość dokumentów, których nie można było zniszczyć, wydaje się nieistotnych. ” Wydaje się, że przekonało to generała Jodla. W jego dzienniku z 13 stycznia znalazł się wpis: „Raport z rozmowy attache Luftwaffe z dwoma lotnikami, którzy dokonali przymusowego lądowania. Wynik: z pewnością spalono plany”.

## Belgijska reakcja
10 stycznia Belgowie nadal wątpili w autentyczność dokumentów, które zostały szybko przetłumaczone przez sekcję Deuxième (wywiad wojskowy) sztabu generalnego w Brukseli. Większość rzeczywiście została poważnie uszkodzona przez kolejne próby Reinbergera, aby je spalić, ale ogólne zarysy ataku na Belgię i Holandię były jasne z pozostałych fragmentów, chociaż nie wspomniano o dacie ataku, a większość tekstu dotyczyła szczegółowych instrukcji do 7. Flieger-Division (dywizji). Ponieważ ich treść była zgodna z wcześniejszymi ostrzeżeniami włoskiego ministra spraw zagranicznych, hrabiego Galeazzo Ciano, o niemieckim ataku, który miałby się odbyć około 15 stycznia, generał Raoul van Overstraeten stwierdził w dniu 11 stycznia, że informacje są zasadniczo poprawne. Tego popołudnia król Belgii Leopold III postanowił poinformować swojego ministra obrony, generała Henri Denisa i francuskiego najwyższego dowódcę Maurice'a Gamelina. O godz. 17:15 francuskiemu oficerowi łącznikowemu podpułkownikowi Hautcoeur przekazano dwustronicowe streszczenie treści, aczkolwiek bez żadnego wyjaśnienia, w jaki sposób uzyskano informacje. Lord Gort, dowódca Brytyjskich Sił Ekspedycyjnych, również został ostrzeżony, a Leopold osobiście zatelefonował do księżnej Juliany z Holandii i Wielkiej Księżnej Charlotty z Luksemburga, mówiąc tej pierwszej „Uważaj, pogoda jest niebezpieczna”, a drugiej „Uwaga! grypa ”, oba z góry określone frazy kodowe wskazujące, że Belgowie uważali atak Niemców za nieuchronny.

## Francuska reakcja
Rankiem 12 stycznia Gamelin spotkał się z najwyższymi dowódcami francuskiej armii operacyjnej i szefem wywiadu wojskowego pułkownikiem Louisem Rivetem. Rivet był sceptyczny co do ostrzeżenia, ale Gamelin uważał, że nawet gdyby był to fałszywy alarm, byłaby to doskonała okazja do wywarcia nacisku na Belgów, aby pozwolili Francuzom wkroczyć do ich kraju. Gamelin zamierzał przeprowadzić decydującą ofensywę przeciwko Niemcom w 1941 roku przez Niderlandy; ich neutralność byłaby jednak przeszkodą w realizacji tych planów. Gdyby ten strach przed inwazją zmusił Belgów do stanięcia po stronie Francji i Wielkiej Brytanii, ten niezręczny problem zostałby częściowo rozwiązany i strategicznie ważny grunt, z którego można bez wysiłku przeprowadzić atak. Z drugiej strony, jeśli Niemcy rzeczywiście przystąpili do inwazji, było bardzo pożądane, aby siły francuskie mogły okopać się w środkowej Belgii, zanim nadejdzie nieprzyjaciel. Aby zaostrzyć kryzys i być gotowym na każdą nadarzającą się okazję, Gamelin nakazał 1 Grupie Armii i przyległej 3 Armii maszerować w kierunku granicy belgijskiej.

## Ostrzeżenie Sasa
Fakt, że ich plan oszustwa wydawał się dowodzić autentyczności dokumentów, tego dnia jeszcze bardziej zwiększył niepokój Belgów; następnego dnia byli przekonani, że sytuacja jest krytyczna. Wieczorem 13 stycznia w wiadomości od pułkownika Georgesa Goethalsa, belgijskiego attache wojskowego w Berlinie, znalazły się następujące słowa: „Czy w samolocie, który rozbił się w Mechelen zostały znalezione jakieś rozkazy taktyczne lub ich części? Szczery informator, którego wiarygodność może być kwestionowana , twierdzi, że samolot ten wiózł plany z Berlina do Kolonii w związku z atakiem na Zachód. Ponieważ plany te wpadły w ręce Belgów, atak nastąpi jutro, aby uprzedzić środki zaradcze. Do tej wiadomości zgłaszam wyraźne zastrzeżenia, że nie uważam za wiarygodne, ale moim obowiązkiem jest to zgłosić.  Szczerym informatorem ”był holenderski attaché wojskowy w Berlinie Gijsbertus Sas, który rozmawiał z Goethalsem około 17:00; jego informacje zawsze musiały być uważnie rozważane, ponieważ był w kontakcie z niemieckim oficerem wywiadu, który był przeciwnikiem nazistowskiego reżimu, znanym dziś jako pułkownik Hans Oster. Generał Van Overstraeten, doradca wojskowy króla Belgii, który został poinformowany o wiadomości około godziny 20:00, był zdumiony, że informator zdawał się wiedzieć o przejęciu planów. Nie wspomniano o tym w żadnym raporcie prasowym o katastrofie. Możliwe, że było to częścią wielkiego niemieckiego planu oszustwa, ale równie możliwe, że był autentyczny. Zakładając, że można to potraktować poważnie, van Overstraeten zmienił ostrzeżenie sporządzone przez belgijskiego szefa sztabu generalnego Édouard van den Bergen, które miało zostać wysłane do wszystkich dowódców armii belgijskiej 13 stycznia; mając na uwadze, że stwierdził, iż atak następnego ranka był „prawdopodobny”, teraz stwierdził, że był on „quasi-pewny”. Van den Bergen, który potajemnie obiecał Gamelinowi wprowadzić Belgię po stronie sprzymierzonej, zdecydował się następnie nadać (w popularnym programie radiowym poświęconym bieżącym wydarzeniom) tej nocy około 22:30, natychmiastowe wezwanie wszystkich jednostek. 80 000 belgijskich żołnierzy na urlopie. „Faza D”, jak była znana, miała zapewnić, że ich siły będą w pełnej sile w momencie niemieckiego ataku. Ten dramatyczny gest został wykonany bez odniesienia do króla lub Van Overstraetena i nie wiedząc o decyzji, która została podjęta, aby utrzymać Niemcy w tajemnicy, czy Belgia jest w posiadaniu planów ataku. Następnie, ponownie, bez odniesienia do króla lub Van Overstraetena, Van den Bergen nakazał odsunięcie barier na południowej granicy z Francją, aby wojska francuskie i brytyjskie mogły szybko wkroczyć, gdy zostaną wezwane, w odpowiedzi na atak niemiecki. Gdyby Niemcy rzeczywiście zaatakowali 14 stycznia, Van den Bergen prawdopodobnie otrzymałby gratulacje za energiczne podjęcie decyzji. W tej chwili wpadł w niełaskę za działanie bez pozwolenia króla, ponieważ król Leopold był naczelnym dowódcą wszystkich belgijskich sił zbrojnych. Van den Bergen został skarcony przez Van Overstraetena tak surowo, że reputacja belgijskiego szefa sztabu nigdy nie została przywrócona; pod koniec stycznia złożył rezygnację. Jedną ze skarg Van Overstraetena na działania Van den Bergena było to, że dał Niemcom powody, by sądzić, że Holendrzy mieli swoje plany ataku.

## Holenderska reakcja
Chociaż holenderska królowa Wilhelmina i jej rząd byli zaniepokojeni belgijskim ostrzeżeniem, najwyższy holenderski dowódca Izaak H. Reijnders był sceptyczny wobec tych informacji. Kiedy 12 stycznia belgijski attaché wojskowy w Hadze podpułkownik Pierre Diepenrijckx wręczył mu osobiste memorandum od Van Overstraetena, odpowiedział: „Czy sam wierzysz w te wiadomości? W ogóle w nie nie wierzę”. Ponownie Holendrzy nie zostali poinformowani o dokładnym źródle, a Belgowie ukrywali fakt, że Niemcy w tych planach zamierzali jedynie częściową okupację Holandii, nie licząc holenderskiej reduty narodowej, Vesting Holland. 
Nie wiadomo, czy Reijnders również następnego dnia został ostrzeżony przez Sasa - po wojnie zaprzeczył nawet, że rozmawiał z attaché belgijskim  - ale rankiem 14 stycznia, w odpowiedzi na belgijski alarm, zakazano urlopu,  w przeciwieństwie do Belgów, Holendrzy nikogo nie odwołali. Zamknęli strategiczne mosty, podczas gdy zapalniki powinny być umieszczone w ich ładunkach wybuchowych. Popołudniową ludność cywilną zaniepokoiła audycja radiowa o odwołaniu urlopu. Obawiali się, że Niemcy wykorzystają dotkliwe zimno, aby przekroczyć linię wodną New Hollandic, która była teraz zamarznięta. W następnym tygodniu, aby uspokoić ludzi, dużo uwagi prasy poświęcono zmotoryzowanym piłom tarczowym, które były dostępne do cięcia pokryw lodowych podczas zalewów.

## Ciepłe i zimne stosunki
Pragnienie rządu belgijskiego, aby zachować swoje plany w tajemnicy, zostało jeszcze bardziej osłabione, tym razem przez samego króla. Rankiem 14 stycznia wysłał wiadomość do Winstona Churchilla, ówczesnego Pierwszego Lorda Admiralicji, za pośrednictwem admirała sir Rogera Keyesa, prosząc o pewne gwarancje. Zostało to przesłane za pośrednictwem Keyesa, ponieważ ustanowił on siebie jako tajnego łącznika między rządem brytyjskim a królem belgijskim.  Powyższe gwarancje obejmowały zapewnienie, że sojusznicy nie rozpoczną negocjacji w sprawie rozwiązania jakiegokolwiek konfliktu bez zgody Belgii. Keyes dodał, że Leopold mógłby przekonać swój rząd do natychmiastowego wezwania aliantów, gdyby pojawiły się gwarancje. Było to interesujące dla aliantów, ponieważ zarówno Wielka Brytania, jak i Francja próbowały przekonać Belgię, aby wpuściła swoje wojska od początku wojny.

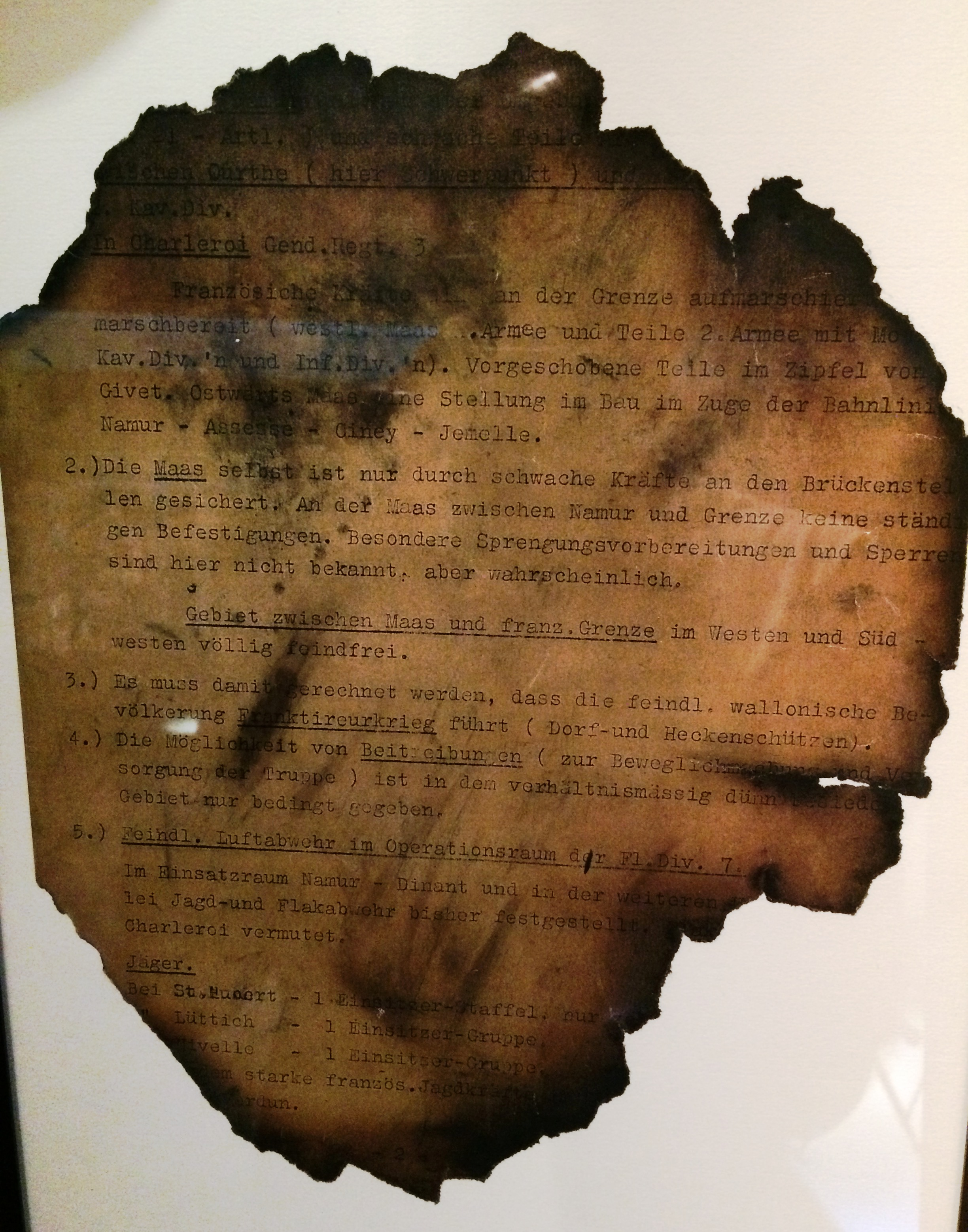
Oryginalne niemieckie plany zrobione w Maasmechelen, obecnie w zbiorach Królewskiego Muzeum Sił Zbrojnych i Historii Wojskowej w Brukseli

Nie ma transkrypcji rozmowy Keyesa z Churchillem, ale jeśli Keyes naprawdę powiedział to, co miał na myśli, to zmieniało się to w miarę upływu czasu. Kiedy tego popołudnia dotarła do Francuzów, nie było żadnej wzmianki o fakcie, że Keyes wygłaszał jedynie osobistą opinię na temat wezwania aliantów. We francuskim zapisie tego, co było oferowane, stwierdzono, że „król poprosiłby swój rząd o natychmiastowe zwrócenie się do armii sojuszniczych o zajęcie pozycji obronnych w Belgii”, jeśli Belgowie uzyskaliby satysfakcję z powiązanych gwarancji. Édouard Daladier, francuski Président du Conseil w styczniu 1940 roku, szybko powiedział rządowi brytyjskiemu, że w przypadku Francji można udzielić gwarancji. Tak więc Francuzi wierzyli, że Belgowie otrzymają satysfakcjonującą odpowiedź rządu brytyjskiego w sprawie gwarancji, a następnie natychmiast zaproszą armie alianckie do wkroczenia.
O 15:50 Daladier poinformował Gamelina, że Belgowie w zasadzie zgodzili się na francuską zaliczkę i zapytał, czy jest gotowy do jej wykonania. Gamelin był bardzo zadowolony, odpowiadając, że z powodu obfitych opadów śniegu w rejonie granicy belgijsko-niemieckiej Niemcy sami nie będą w stanie posunąć się szybko, że inwazja niemiecka jest zatem mało prawdopodobna i stanowi to idealną sytuację dla francuskiego okopu, dodając „Musimy teraz wykorzystać okazję”. Gamelin nakazał wojskom alianckim, które znajdowały się pod jego kontrolą, w nocy z 14 na 15 stycznia, aby zbliżyły się do granicy francusko-belgijskiej, aby w każdej chwili były gotowe do wejścia.
O 16:45 do Gamelina zadzwonił jednak jego zastępca, dowódca Frontu Zachodniego generał Alphonse Georges. Zaniepokojony rozkazem Georges martwił się, że decyzja ta jest nieodwracalna i zapoczątkowałaby serię wydarzeń, które uczyniłyby niemiecką inwazję nieuniknioną w momencie, gdy francuska armia i lotnictwo nie zakończyły jeszcze przezbrojenia. Gamelin stracił panowanie nad sobą i znęcał się nad Georgesem, zmuszając go do zaakceptowania rozkazu. W nocy Belgowie zostali poinformowani o manewrze. Dopiero 15 stycznia o godzinie 8 rano Gamelin zobaczył, jak Brytyjczycy zareagowali na gwarancje: oferowali rozwodnioną wersję, która była najmniej prawdopodobna do zaakceptowania przez Belgów.  W tym samym czasie otrzymał wiadomości od sił nacierających, że belgijskie oddziały graniczne przestały usuwać przeszkody graniczne i nie otrzymały rozkazu wpuszczenia ich do swojego kraju. Trzy godziny później Daladier, za namową zdesperowanego Gamelina, który nalegał, by premier zmusił belgijski rząd do „sprostania swoim obowiązkom”, powiedział Pol le Tellier, ambasadorowi Belgii w Paryżu, że jeśli Francuzi nie otrzymają zaproszenia do Belgii przed 8.00 po południu tego wieczoru nie tylko wycofaliby wszystkie oddziały brytyjskie i francuskie z granicy, ale także odmówiliby wykonywania podobnych manewrów podczas dalszych alarmów, aż do momentu wkroczenia Niemców. 
Rząd belgijski nie zdołał tego dnia podjąć pozytywnej decyzji w sprawie zaproszenia. W końcu inwazja była już przewidziana na 14, ale nie doszła do skutku. Na wschodniej granicy nadal występowały obfite opady śniegu, przez co natychmiastowy atak Niemców był mało prawdopodobny. Król i Van Overstraeten, obaj zagorzali neutraliści, mieli nadzieję, że uda się znaleźć rozwiązanie dyplomatyczne, aby zakończyć wojnę, i nie mieli zamiaru angażować ich kraju, chyba że było by to absolutnie konieczne. Około godziny 12:00 Van Overstraeten nakazał belgijskim oddziałom granicznym odbudowę barier i przypomniał im stały rozkaz „odparcia siłą każdej obcej jednostki jakiejkolwiek narodowości, która naruszyła terytorium belgijskie”. O godzinie 18:00 Daladier powiedział rozczarowanemu Gamelinowi, że „nie może wziąć odpowiedzialności za upoważnienie nas do prewencyjnej penetracji Belgii”, tj. Naruszyć belgijską neutralność.

## Niemcy odwołują inwazję
Kiedy Jodl dowiedział się 13-go, że dokumenty są prawdopodobnie nieczytelne, odwołał plany przeprowadzenia ataku trzy dni wcześniej 14 stycznia - te same plany, które wywołałyby kryzys w Belgii - i przełożył je na 15 lub 16 stycznia, zadecydowały okoliczności. Wieczorem nadeszła zaskakująca wiadomość, że wojska belgijskie i holenderskie - zmobilizowane już od września 1939 roku - zostały postawione w stan pogotowia. Przypisywano to katastrofie i zbyt oczywistemu marszowi zbliżania się szóstej armii niemieckiej, która spowodowała utratę elementu zaskoczenia. 15 stycznia warunki drogowe były tak kiepskie z powodu opadów śniegu, a prognozy pogodowe były tak ponure, że Jodl poradził Hitlerowi odwołać inwazję na czas nieokreślony. Führer z wahaniem zgodził się 16 stycznia o godzinie 19:00

## Wyniki
Wydaje się, że w perspektywie krótkoterminowej żadne szkody nie zostały wyrządzone, ale argumentowano, że w dłuższej perspektywie konsekwencje tego incydentu były katastrofalne dla Belgii i Francji. Kiedy nadeszła prawdziwa inwazja, 10 maja 1940 r., Niemcy zasadniczo zmienili swoją strategię i ta zmiana doprowadziła do szybkiego upadku Francji, podczas gdy prawdopodobnie nawet częściowe zwycięstwo Niemiec byłoby dalekie od pewności, gdyby postępowano zgodnie z pierwotnym planem. Ustalenie dokładnego charakteru związku przyczynowego między incydentem a zmianą strategii okazało się jednak problematyczne.
W bardziej tradycyjnym ujęciu wydarzeń incydent spowodował, że Hitler zażądał drastycznej zmiany strategii. Powiedział Jodlowi, że „cała operacja musiałaby zostać zbudowana na nowych zasadach, aby zapewnić tajemnicę i zaskoczenie”. Belgowie czuli się zobowiązani do poinformowania Niemców, że mają plan ataku. Kiedy Joachim von Ribbentrop, niemiecki minister spraw zagranicznych, odparł, że jest nieaktualny, byłby wtedy bardziej prawdomówny, niż zamierzał. W odpowiedzi na żądanie Hitlera niemieckie Naczelne Dowództwo poszukałoby alternatywy, ostatecznie znajdując ją w propozycjach generała Ericha von Mansteina, byłego szefa sztabu niemieckiej Grupy Armii A, który przez kilka miesięcy bronił nową koncepcję: zamiast być zaangażowanym w atak wyszczególniony w zdobytych dokumentach, którego główny nacisk był skierowany na północno-wschodnią granicę Belgii, niemieckie dywizje pancerne miały być skoncentrowane dalej na południe. Jodl odnotował 13 lutego, że Hitler zgodził się, odnosząc się do incydentu w Mechelen: „Powinniśmy wtedy zaatakować w kierunku Sedan” - powiedział Hitler Jodlowi. „Wróg nie spodziewa się, że tam zaatakujemy. Dokumenty oficerów Luftwaffe, którzy wylądowali w katastrofie, przekonały wroga, że zamierzamy jedynie przejąć wybrzeża holenderskie i belgijskie”. W ciągu kilku dni od tej dyskusji Hitler osobiście rozmawiał z von Mansteinem i Führer dał mu zielone światło. Plan, który wywołał tyle chaosu, kiedy został zdobyty przez Belgów w 1940 roku, został zastąpiony. 
Jednak znaczenie tego incydentu również zostało stanowczo zaprzeczone. Hitler już od samego początku wahał się co do pierwotnego planu. Odroczenie było jednym z wielu i nawet tym razem bardziej wynikało z warunków pogodowych niż z ujawnienia treści dokumentów. Ponieważ plan był raczej tradycyjny i przewidywalny, żadne podstawowe tajemnice nie zostały naruszone i nie było potrzeby wprowadzania zmian. Żądanie zaskoczenia Hitlera odnosiło się nie do nieprzewidywalnej nowej strategii, ale do skrócenia fazy podejścia i koncentracji, tak aby można było uzyskać taktyczną niespodziankę, zanim wróg zdążył zareagować. W tym celu dywizje pancerne umieszczono dalej na zachód i poprawiono organizację. Nie nastąpiła bezpośrednia zmiana w myśleniu strategicznym, a kiedy ulepszona koncepcja została ukończona, w ramach ciągłego procesu poprawek, 30 stycznia, niniejsza Aufmarschanweisung nr 3, Fall Gelb („Dyrektywa wdrożeniowa”) nie różniła się zasadniczo od wcześniejszej wersji. Z tego punktu widzenia dopiero fakt, że niektórym przyjaciołom von Mansteina udało się zwrócić uwagę Hitlera na jego propozycje, spowodował zasadniczy zwrot. Główną konsekwencją incydentu byłoby ujawnienie nie niemieckiego planu, ale sposobu rozmieszczenia aliantów w przypadku inwazji, co umożliwi Niemcom odpowiednie dostosowanie ataku.
Przyjęcie przez Niemców poprawionej wersji Fall Gelb, podczas gdy alianci nadal oczekiwali, że Hitler pójdzie naprzód ze zdobytą wersją, oznaczało, że Niemcy mogli zastawić pułapkę. Nadal nastąpiłby atak na środkową Belgię, ale byłby to jedynie odwrócenie uwagi, aby przyciągnąć jak najwięcej żołnierzy na północ, podczas gdy główny atak niemiecki padł na Ardeny, a następnie przeciąłby Mouzę między Sedanem a obszarem na północ od Dinant, aby spenetrować aż do wybrzeża kanału La Manche. W ten sposób armie w Belgii zostałyby odcięte od dostaw zapasów amunicji i racji żywnościowych, zostały by zmuszone do poddania się. Ten podstęp mógł być sprytny, ale zadziałałby tylko wtedy, gdyby Gamelin trzymał się swojej pierwotnej strategii; co wymagało dość dużo, biorąc pod uwagę, że do 14 stycznia 1940 r. jego intuicja była nienaganna. Czy nie odgadł poprawnie treści niemieckiego oryginalnego Aufmarsschanweisung Fall Gelb?
Jednak Gamelin nie zmienił swojej strategii, zakładając, że Niemcy zmienią swoją strategię, pomimo obaw Gorta i rządu brytyjskiego. Być może alianci nadal wierzyli, że przechwycone dokumenty były „rośliną”.  Być może Brytyjczycy byli zawstydzeni wielkością ich wkładu i dlatego wahali się przed nadmierną krytyką strategii swojego sojusznika.
Gamelin był ostro krytykowany za niezmienianie swojego planu. Jego stanowisko zostało wyjaśnione jako niezdolność do uwierzenia, że bardzo tradycyjne niemieckie naczelne dowództwo ucieknie się do innowacyjnych strategii, nie mówiąc już o jeszcze bardziej nowatorskiej taktyce „Blitzkrieg” potrzebnej do ich działania; każda duża koncentracja sił dostarczanych przez kiepską sieć drogową w Ardenach musiałaby działać bardzo szybko. Również pod tym względem incydent nie miałby zatem ważnych konsekwencji.

## Na zakończenie
Erich Hoenmanns i Helmuth Reinberger zostali osądzeni zaocznie w Niemczech i skazani na śmierć. Przewóz tajnych dokumentów samolotem bez wyraźnego zezwolenia był surowo zabroniony i karany śmiercią. Werdykty nigdy nie zostały wykonane. Po pobycie w obozie internowania w Huy obaj mężczyźni zostali ewakuowani w 1940 r., Najpierw do Wielkiej Brytanii, a następnie do Kanady. Żona Hoenmannsa, Annie, była przesłuchiwana przez gestapo, które obawiało się, że jej mąż jest zdrajcą. Zaprzeczyła temu, ale z faktu, że nie wiedziała o pozamałżeńskim romansie Hoenmannsa, wywnioskowano, że jest ona niewiarygodnym źródłem informacji.  Jego dwóm synom pozwolono służyć w wojsku i zginęli podczas działań wojennych. Mężczyźni uczestniczyli później w wojennej części wymiany jeńców w 1943 r. (Hoenmanns) i 1944 r. (Reinberger). Po powrocie do Niemiec stanęli przed sądem. Hoenmanns został częściowo ułaskawiony. Reinberger został całkowicie uniewinniony; nie został pociągnięty do odpowiedzialności za poważne konsekwencje swego przestępstwa.